# Velika nagrada Savia
Velika nagrada Savia (italijansko Gran Premio di Savio) je bila avtomobilistična dirka, ki je med letoma 1923 in 1927 potekala v italijanskem mestu Ravena. Med dirkači je najuspešnejši Enzo Ferrari z dvema zmagama, med moštvi pa Alfa Romeo prav tako s po dvema zmagama.

## Zmagovalci
| Leto | Zmagovalec          | Moštvo     | Dirkališče | Poročilo |
| ---- | ------------------- | ---------- | ---------- | -------- |
| 1927 | Gaspare Bona        | Bugatti    | Ravenna    | Poročilo |
| 1926 | Gastone Brilli-Peri | Ballot     | Ravenna    | Poročilo |
| 1925 | Emilio Materassi    | Itala      | Ravenna    | Poročilo |
| 1924 | Enzo Ferrari        | Alfa Romeo | Ravenna    | Poročilo |
| 1923 | Enzo Ferrari        | Alfa Romeo | Ravenna    | Poročilo |